# 桩基础

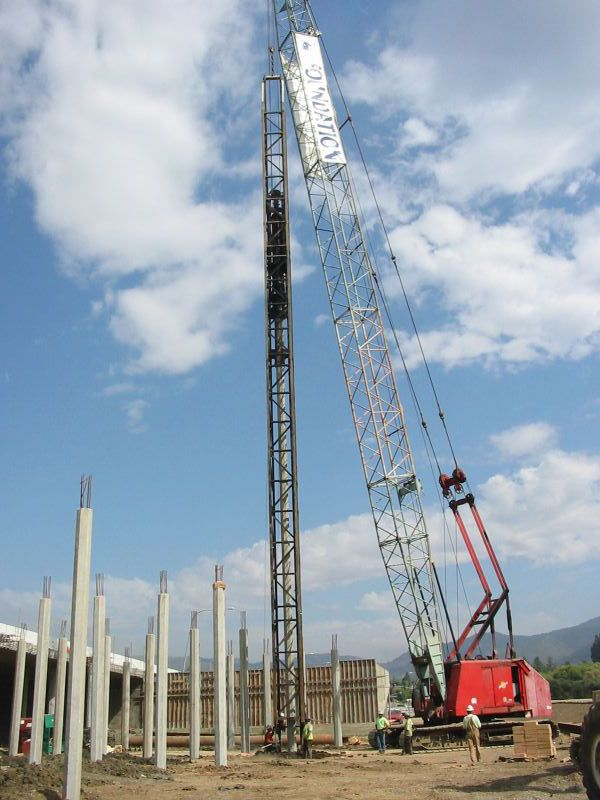
打樁機（預應力混凝土樁）

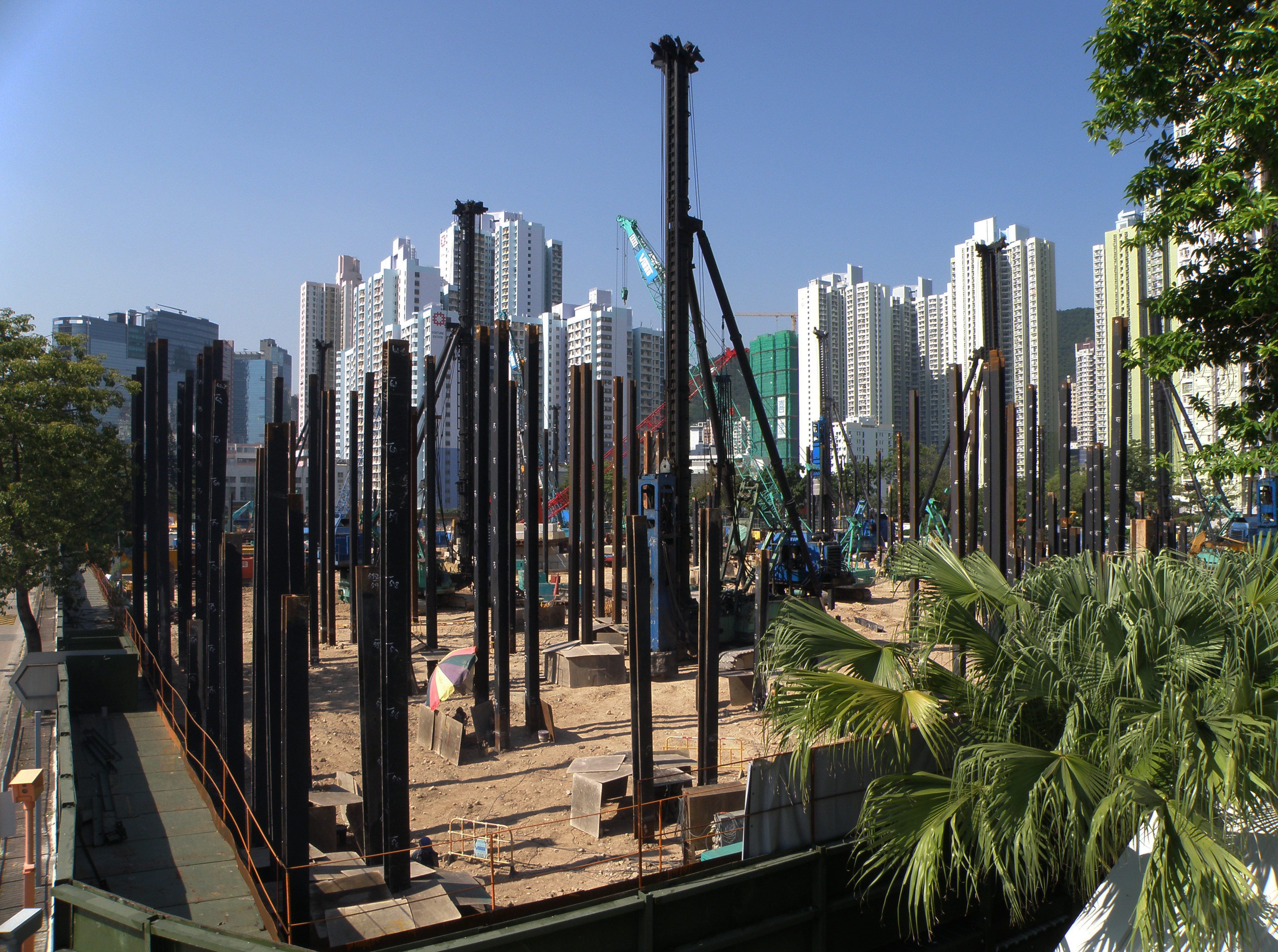
撞擊式工字樁工程

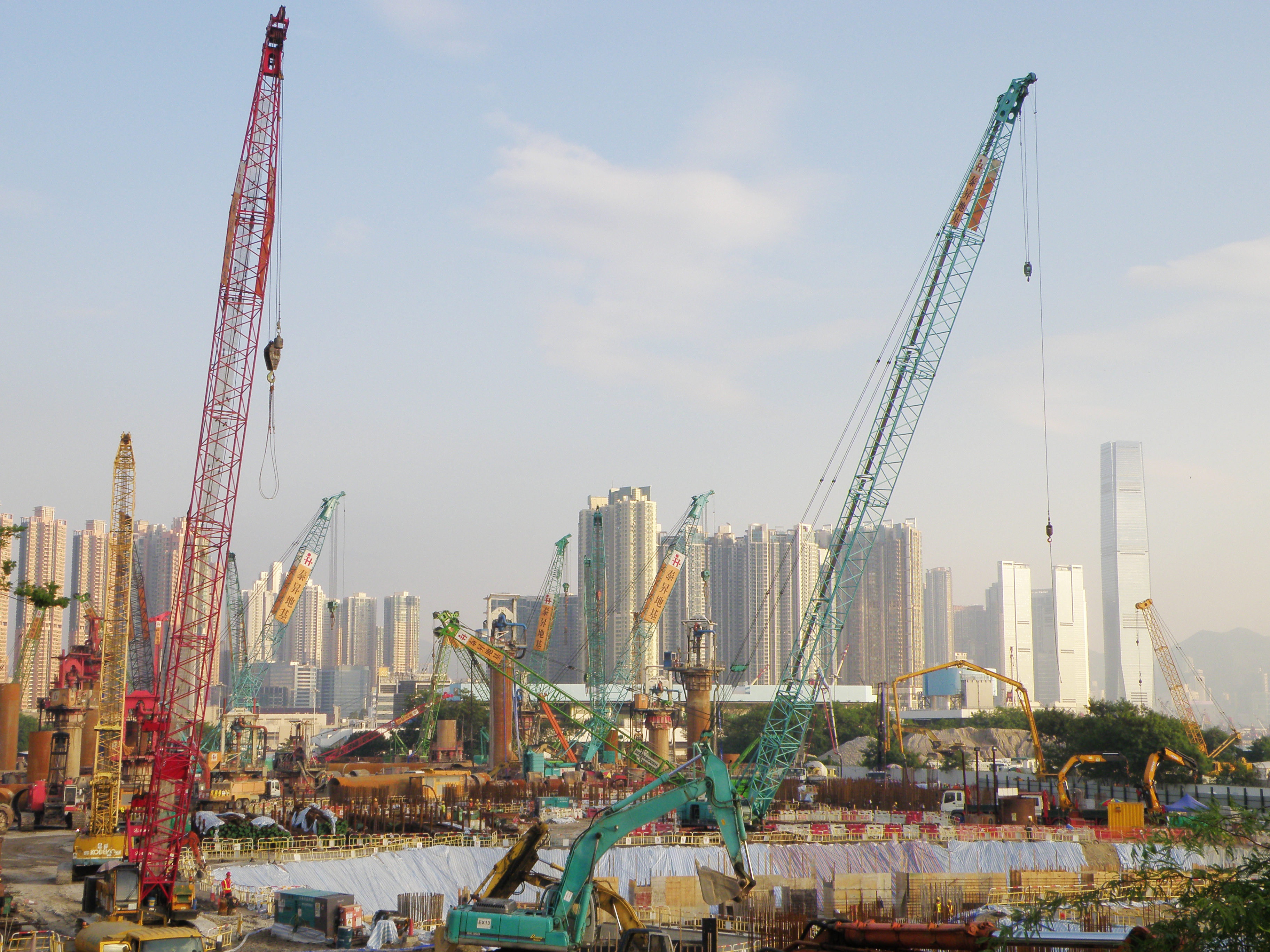
大口徑鑽孔樁工程

桩基础简称桩基（英語：Pile foundation），是一种基础类型，主要用于地质条件较差或者建筑要求较高的情况。

## 分類
按照基础的受力原理大致可分為摩擦樁和承載樁。
- 摩擦樁（friction piles）：系利用地層與基樁的摩擦力來承載構造物並可分為壓力樁及拉力樁，大致用於地層無堅硬之承載層或承載層較深。
- 端承樁（point bearing piles）：系使基樁座落於承載層上（岩盤上）使可以承載構造物。

按照施工方式可分为预制桩、灌注桩、大口徑鑽孔樁及撞擊式工字樁。
- 预制桩：通过打桩机将预製的钢筋混凝土桩打入地下。优点是材料省，强度高，适用于较高要求的建筑，缺点是施工难度高，受机械数量限制施工时间长，而且在穿越硬質土層時容易將樁柱打爛[1]，故在事前需要預鑽及安裝強化樁嘴，導致施工延誤[2]。
- 灌注桩：首先在施工场地上钻孔，当达到所需深度后将钢筋或工字鐵放入浇灌混凝土。优点是施工难度低，尤其是人工挖孔桩，可以不受机械数量的限制，所有桩基同时进行施工，大大节省时间，缺点是承载力低，费材料。
- 大口徑鑽孔樁：施工方式類似灌注樁，但由於樁柱比灌注樁大，在預鑽後需進行挖掘，並將臨時套筒放入樁井，以進行擴底工序，確保樁柱可以將重量分散至基岩；在鋼筋籠置入樁井後，則移除臨時套筒，繼續餘下工序[3]。
- 撞擊式工字樁（打入樁）：在預定位置上打入工字鐵；如工字樁長於12米，會在打入上一段樁柱後焊上下一段樁柱。撞擊式工字樁一般用於基岩較淺的土地。